# Austrognathia hymanae
Austrognathia hymanae är en djurart som tillhör fylumet käkmaskar, och som beskrevs av Kirsteuer 1970. Austrognathia hymanae ingår i släktet Austrognathia och familjen Austrognathiidae. Inga underarter finns listade i Catalogue of Life.